# Pantamera
Pantamera är ett varumärke kopplat till en serie reklamfilmer om pant av burkar och flaskor med låten Pantamera. Serien är producerad för Returpack. Låten är baserad på "Guantanamera".
Reklamen lanserades för första gången under 2003 av SWE Reklambyrå.

## Tidslinje
- 2009 gjordes en variant om energibesparing genom att panta flaskor, då baserad på sången Macarena.[3]

- 2011 anlitades Granath Havas Worldwide av Returpack som gjorde en reklamfilm med låten tillsammans med The Ark.[4] Senare under året fick Caroline af Ugglas göra sin version av låten.[5]

- 2012 fick Familjen[6] samt Movits! och Pugh Rogefeldt göra sin version av låten.[7]

- 2013 anordnades en tävling där man fick göra sin egen version av låten och det vinnande bidraget spelades in och produceras som en reklamfilm.[8] 2014 fick De vet du producera sin version av reklamfilmen.[9]

- 2018 gjorde Linda Pira en version av låten och 2021 gjorde Petra Marklund en version av låten, kallad Kärleken ska gå runt. Musikvideon regisserades av Mats Udd.[källa behövs]

- 2022 gjorde Myra Granberg en version av låten.[10]

- 2023 gjorde Hooja låten Pantamaskineriet.[11]
- 2024 gjorde Bell en version av låten.[12]
- 2025 gjorde E-type låten Panta King.[13]